# 三田市立学園小学校
三田市立学園小学校は（さんだしりつ がくえんしょうがっこう）は兵庫県三田市学園にある小学校である。

## 概要
- カルチャータウンに位置している小学校である。

## 沿革
- 1991年（平成3年）4月1日  - 開校する。

## 特徴
- 2012年4月から「縦割り班」を導入している[1]。

## 校区
- 以下の区域である[2]。

| 大字   | 区域 |
| ------ | ---- |
| 学園   | 全域 |
| 馬渡   | 全域 |
| 上内神 | 全域 |
| 沢谷区 | 全域 |

## 卒業後の進路
- 三田市立ゆりのき台中学校

## 校区が隣接している学校
- 三田市立広野小学校
- 三田市立ゆりのき台小学校
- 三田市立富士小学校
- 神戸市立長尾小学校
- 三木市立吉川小学校

この他、北摂三田テクノパークを挟んで、以下の学校の校区も近い。
- 三田市立藍小学校

## 出身人物
- 尾崎優成 - サッカー選手
- 隅谷百花 - アイドル